# Villaria fasciculiflora
Villaria fasciculiflora är en måreväxtart som beskrevs av Eduardo Quisumbing y Argüelles och Elmer Drew Merrill. Villaria fasciculiflora ingår i släktet Villaria och familjen måreväxter. Inga underarter finns listade i Catalogue of Life.